# Jules-Aurèle L'Hommeau
Jules-Aurèle L'Hommeau est un sculpteur et médailleur français, né Jules-Aurèle Lhommeau au Mans le 27 novembre 1867 et mort à Paris (15e arrondissement) le 18 décembre 1938.

## Biographie
Jules-Aurèle L'Hommeau n'a laissé que peu d'œuvres. On situe le point culminant de sa carrière vers 1890 et il a exercé probablement jusqu'en 1919.
Il a créé une médaille de la mort de Lord Kitchener (1850-1916).
Il est l'auteur d'une statue du Sacré-Cœur en plâtre réalisée en 1919, conservée dans l’église paroissiale du Sacré-Cœur de Cognac, et de quelques rares œuvres en bronze dont certaines furent réalisées sur commande, notamment un Saint François d'Assise.
En 1914 il est domicilié 12, rue de Bagneux à Paris (renommée rue Jean-Ferrandi en 1935). Il meurt à Paris en 1938.